# John Danaher
John Danaher (Nova Zelândia 2 de abril de 1967) é um artista marcial nascido nos Estados Unidos e naturalizado neozelandês. É instrutor e treinador de jiu-jitsu brasileiro e artes marciais mistas (MMA). Danaher é amplamente reconhecido como um dos melhores instrutores e treinadores nesses esportes.
Danaher possui a faixa-preta de 6º grau em jiu-jitsu brasileiro, concedida por Renzo Gracie, e foi instrutor da Academia Renzo Gracie em Manhattan.Cresceu na Nova Zelândia e chegou aos Estados Unidos em 1991 para cursar o doutorado em filosofia na Universidade Columbia. Após sua chegada a Nova Iorque, foi apresentado ao jiu-jitsu brasileiro por um colega da universidade e começou a treinar na academia de Renzo Gracie em Manhattan. Continuou treinando na academia e passou também a dar aulas quando Gracie estava viajando para competições. Desde que recebeu sua faixa-preta em abril de 2002, tem atuado como treinador de diversos competidores de destaque no jiu-jitsu e nas artes marciais mistas.

## Primeiros anos e educação
John Danaher nasceu em Washington, D.C., nos Estados Unidos. Seu pai, piloto da Força Aérea Real da Nova Zelândia, atuou como adido militar junto às forças armadas dos Estados Unidos durante a Guerra do Vietnã. Posteriormente, sua família retornou para Whangaparaoa, uma pequena península ao norte de Auckland, Nova Zelândia, onde Danaher passou o restante da infância.
Durante esse período, ele aprendeu muay thai e um pouco de caratê, à medida que as artes marciais se popularizavam na Nova Zelândia.
Após concluir o ensino médio, Danaher ingressou na Universidade de Auckland, onde obteve o diploma de bacharel e, posteriormente, o de mestre em filosofia. Em 1991, retornou aos Estados Unidos para cursar um doutorado em epistemologia na Universidade Columbia, em Manhattan, o qual não chegou a concluir. Enquanto frequentava a universidade, Danaher trabalhou como segurança em diversas casas noturnas de Manhattan.

## Carreira nas artes marciais
Embora já possuísse alguma experiência com técnicas de luta em pé adquiridas na Nova Zelândia, a dedicação de John Danaher às artes marciais só se intensificou de fato quando ele começou a treinar na Academia Renzo Gracie, no início da década de 1990. Lá, foi aluno do renomado praticante de jiu-jitsu Renzo Gracie e tornou-se um de seus estudantes mais dedicados, ao lado de Rodrigo Gracie, Matt Serra e Ricardo Almeida.
Ainda como faixa-roxa, Danaher passou a ministrar algumas aulas na academia durante as viagens de Renzo para competições. Nos anos seguintes, suas responsabilidades como instrutor aumentaram progressivamente, até que ele se tornou professor em tempo integral na academia.
Devido a problemas crônicos nas pernas e no quadril ao longo da vida, Danaher nunca competiu profissionalmente. Por isso, direcionou seus esforços exclusivamente ao ensino. Com o sucesso e a visibilidade alcançados por seus alunos nas competições ao longo dos anos, consolidou-se como um dos treinadores de jiu-jitsu mais respeitados do mundo, tendo trabalhado de perto com lutadores como Georges St-Pierre e Chris Weidman.
Além disso, treinou um grupo de competidores de destaque na Academia Renzo Gracie, frequentemente referido como "Danaher Death Squad". O grupo incluía atletas como Gordon Ryan, Garry Tonon, Nick Rodriguez, Craig Jones e Nicky Ryan, que juntos conquistaram diversos títulos mundiais em diferentes organizações, incluindo a IBJJF, o ADCC, o Eddie Bravo Invitational e outras.
Desde 2018, Danaher atua como embaixador de marca e consultor da Sanabul.
Também firmou parceria com a BJJ Fanatics para o lançamento de suas séries de vídeos instrucionais, como "Enter the System", "Go Further Faster", "Feet to Floor", "New Wave Jiu Jitsu" e "Standing to Ground".
No final de 2020, John Danaher anunciou que deixaria seu cargo como instrutor na academia de Renzo Gracie em Nova Iorque e se mudaria para Porto Rico com alguns de seus principais alunos para fundar uma nova academia. Pouco tempo depois, Gordon Ryan revelou que a abertura da nova academia estava prevista para março de 2021.
No entanto, em julho de 2021, Danaher anunciou o fim do grupo Danaher Death Squad, e, pouco depois, foi divulgado que ele se mudaria para Austin, Texas para inaugurar uma nova academia chamada New Wave Jiu Jitsu, ao lado de dois de seus alunos mais conhecidos, Garry Tonon e Gordon Ryan.
Desde a fundação da New Wave Jiu-Jitsu, Danaher passou a treinar novos talentos de destaque, como o multicampeão mundial da IBJJF Nicholas Meregali e a jovem prodígio do jiu-jitsu Helena Crevar.
John Danaher e sua academia, a New Wave Jiu-Jitsu, foram premiados com o título de "Academia do Ano" no Jitsmagazine 2022 BJJ Awards, como reconhecimento pelo desempenho da equipe de competição ao longo daquele ano.

## Sistema de ataques às pernas
Danaher também é conhecido por ter desenvolvido seu próprio sistema de finalizações nas pernas e ataques à parte inferior do corpo.
Ele foi apresentado pela primeira vez à eficácia dos ataques nas pernas no início dos anos 2000, quando Dean Lister, grappler norte-americano que vinha obtendo sucesso em competições utilizando esse tipo de técnica, treinou por duas semanas na Academia Renzo Gracie.
A partir disso, Danaher consolidou uma grande variedade de posições e movimentos distintos em uma série de procedimentos mais sistematizados e previsíveis, que poderiam ser executados por seus alunos com eficiência. Utilizando os princípios definidos por ele, seus alunos alcançaram grande sucesso em competições aplicando finalizações nas pernas.
Danaher é amplamente creditado por ter ajudado a mudar a percepção da comunidade do jiu-jitsu em relação às finalizações nas pernas, que antes eram vistas por muitos como técnicas pouco técnicas e ineficazes. Essa visão mudou à medida que seus alunos demonstraram sua efetividade em competições.
Desde então, Danaher desenvolveu sistemas para diferentes tipos de ataques aos braços (especialmente variações de kimura e chave de braço), ataques pelas costas e estrangulamentos posteriores, ataques a partir do front headlock e guilhotinas, além de ataques com triângulos, todos como parte de uma série instrucional. Mais recentemente, lançou DVDs voltados para iniciantes.

## Problemas de saúde
Danaher nasceu com deformações nas patelas, o que o tornou propenso a lesões nos joelhos durante a juventude. Na década de 1980, sofreu uma grave lesão no joelho esquerdo enquanto jogava rúgbi, o que exigiu cirurgia.
Múltiplas cirurgias no joelho esquerdo resultaram em um encurtamento artificial da perna e ligamentos deformados, o que comprometeu drasticamente sua capacidade de estender e retrair o joelho adequadamente. Ao longo dos anos, esse desequilíbrio causou outros problemas, principalmente uma marcha assimétrica que submeteu o quadril esquerdo a esforços excessivos, levando a um quadro severo de osteoartrite.Com o tempo, o dano no quadril exigiu uma cirurgia de substituição, realizada em 2015.
Danaher passou por novas cirurgias em 2025 para corrigir complicações relacionadas a essas lesões, o que o levou a reconsiderar a continuidade de sua carreira como treinador profissional.

## Aparições na televisão e no cinema
Em 2017, Danaher participou de quatro episódios da série Billions, exibida pelo canal Showtime, interpretando o instrutor de jiu-jitsu do procurador Chuck Rhoades (personagem de Paul Giamatti).
Em 2012, apareceu como ele mesmo no episódio “King Mo Reigns” do programa MMA Uncensored Live, exibido pelo canal Spike TV.
Em 2015, Danaher coestrelou o documentário Jiu Jitsu vs the World, ao lado de renomados praticantes de jiu-jitsu brasileiro como Eddie Bravo, Renzo Gracie e Roberto Abreu, entre outros.
Em 2010, foi treinador da equipe de Georges St-Pierre na 12ª temporada do reality show The Ultimate Fighter: Team GSP vs. Team Koscheck, exibido pelo canal Spike TV, fazendo breves aparições em vários episódios.

## Alunos notáveis

### Artes marciais mistas
- Georges St-Pierre[33]
- Chris Weidman
- Jake Shields

### Jiu-jitsu brasileiro
- Gordon Ryan[34]
- Garry Tonon[35]
- Craig Jones[36]
- Nicholas Meregali
- Giancarlo Bodoni
- Nick Rodriguez

### Outros
- Travis Stevens[37]
- Firas Zahabi

## Linhagem de instrução
Kano Jigoro → Tomita Tsunejiro → Mitsuyo Maeda → Carlos Gracie Sr. → Hélio Gracie → Rolls Gracie → Carlos Gracie Jr. → Renzo Gracie → John Danaher